# Ditchling
Ditchling és un poble i parròquia civil al Districte Lewes d'East Sussex, Anglaterra. El poble es conté dins dels límits de Borrissols del National South Park; l'ordre que confirmava l'establiment del parc se signava en Ditchling.
Una comunitat artística fundada per l'artista Eric Gill durant els primers anys del segle xx, i coneguda com El Gremi de St Joseph i St. Dominic (The Guild of St Joseph and St Dominic) hi va sobreviure fins a 1989.